# ナエウィウス・ストリウス・マクロ
クィントゥス・ナエウィウス・ストリウス・マクロ（Quintus Naevius Sutorius Macro, 紀元前21年 – 38年）は、ユリウス＝クラウディウス朝時代の親衛隊長官。

## 略歴
親衛隊長官に抜擢されるまでは首都の警察防災を司るウィギレス(英語版)の長官を務めていたが、親衛隊長官セイヤヌスの権勢を危惧したティベリウスによって密かにその後任に任命されてセイヤヌスの排除を実行し、その処刑後もセイヤヌスの一族・支持者の粛清に努めた。
カリグラの治世の時もそのまま親衛隊長官の地位に留まることに成功する。一説にはカリグラへの帝位継承を確実にするためにマクロはティベリウスを殺害したと言われている。ティベリウスの治世の末期においてマクロの影響はカプア島でのティベリウスの皇居内に少なからず影響を及ぼしており、そこで若いカリグラと親密になったと考えられている。またスエトニウスの記述では、34年マクロは妻エウニアをカリグラのもとに差し出し夜伽の相手をさせ、カリグラの歓心を買った、とも伝えられている。37年にカリグラが帝位に上るとマクロは自らの昇進は確約されたものと権勢を振るう勢いであったが、逆にカリグラはマクロを重用することによって生じる潜在的な危険性を感じていた。
38年にマクロはカリグラよりアエギュプトゥスの総督の地位を約束され、出立する予定で妻とオスティアへと発ったが、カリグラの手の者によって逮捕され、妻子ともども処刑された。